# Dyrhólaey
Dyrhólaey is een berg van tufsteen in het zuiden van IJsland.
Dyrhólaey betekent zoiets als eiland met een deurgat. Tegenwoordig is Dyrhólaey geen eiland meer, maar ten tijde van de kolonisatie van IJsland was Dyrhólaey dat wel. Tijdens de laatste ijstijd was IJsland geheel met ijs bedekt en door de gigantische druk werd IJsland letterlijk de grond in gedrukt. Bij het verdwijnen van het ijs nam de druk af en rijst IJsland nog steeds langzaam omhoog. Daardoor was Dyrhólaey ten tijde van de kolonisatie nog een eiland, nu is het een klif aan zee.
In deze 120 meter hoge klif zit een gat waarin de zee vrij spel heeft. Door zeelui wordt dit gat ook wel Portland genoemd. Vanaf Dyrhólaey is er een uitzicht rondom. Naar het oosten zijn de kliffen  Reynisdrangar voor de kust van Vík te zien, naar het noorden de Mýrdalsjökull en naar het westen een ver uitzicht over de zuidkust van IJsland richting Selfoss.
Er nestelen vele papegaaiduikers op Dyrhólaey. Sinds 1978 is het een beschermd gebied.
In 1910 is er een vuurtoren op Dyrhólaey gebouwd die in 1927 is vervangen.
De Nederlandse dancegroep Alice DJ (Alice Deejay) nam hier in 1999 de videoclip op van de hit 'Back in my life'.

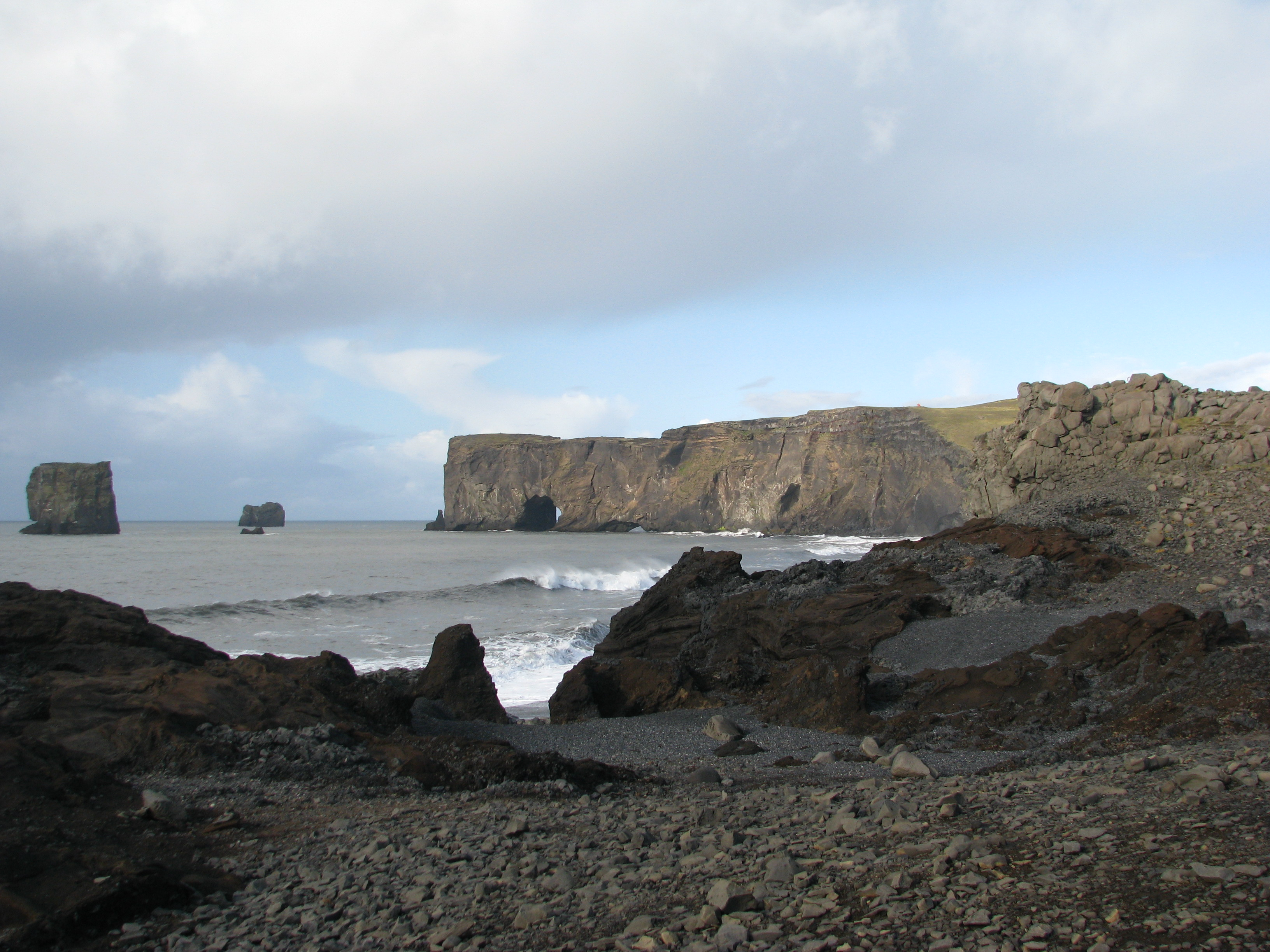
Blik op Dyrhólaey.